# Marek Čech (piłkarz czeski)
Marek Čech (ur. 8 kwietnia 1976 w Ostrawie) – czeski piłkarz grający na pozycji bramkarza.

## Kariera piłkarska

### Kariera klubowa
Jest wychowankiem miejscowych klubów Slavia Orlová i Baník Ostrawa. Podczas służby wojskowej grał w VTJ Hranice. Potem występował w drugoligowych klubach VP Frýdek-Místek, NH Ostrawa i Fotbal Třinec. W 2001 przeszedł do słowackiej MŠK Żylina, w barwach której debiutował w Extralidze. W 2003 przeniósł się do Spartaka Trnawa. W następnym 2004 roku powrócił do Czech, gdzie został piłkarzem klubu Slovan Liberec, w barwach którego zadebiutował w 1. Gambrinus lidze. W styczniu 2007 roku za 500 tys. dolarów kupiony do rosyjskiego klubu Łucz-Eniergija Władywostok. 28 sierpnia 2008 podpisał 2,5 letni kontrakt z Lokomotiwem Moskwa. Po wygaśnięciu kontraktu 14 stycznia 2011 podpisał nowy kontrakt z Żemczużyną Soczi. W sezonie 2011/2012 grał w Viktorii Pilzno, a latem 2012 przeszedł do Sparty Praga. W 2014 był piłkarzem Delhi Dynamos.

## Kariera reprezentacyjna
15 listopada 2006 rozegrał w reprezentacji Czech jeden mecz z Danią (1:1).

## Sukcesy i odznaczenia

### Sukcesy klubowe
- mistrz Słowacji: 2002
- mistrz Czech: 2006